# Clarence (leeuw)
Clarence († juli 1969) was een leeuw die een hoofdrol speelde in de MGM film Clarence the Cross-Eyed Lion uit 1965 en een vaste plaats kreeg in de televisieserie Daktari (1966-1969). Hij werd zevenenhalf jaar oud.
De titel van de film, tevens de bijnaam van de leeuw, "Clarence, the Cross Eyed Lion" betekent letterlijk "Clarence de schele Leeuw". 
Clarence leefde in een dierenopvang genaamd 'Shambala', gelegen in de Soledad Canyon vlak bij Los Angeles, USA toen hij werd ontdekt door Ivan Tors, een dierentrainer en filmer, die ook meewerkte aan de serie Flipper. Doordat Clarence scheel keek, had hij een aandoenlijke, enigszins lachwekkende uitstraling. 
Na de film Clarence, the Cross Eyed Lion maakte Ivan Tors de televisieserie Daktari (Swahili voor dokter). In Daktari (1966-1969), beleefde Clarence allerlei avonturen in het Wameru Studiecentrum voor Dierlijk Gedrag in Oost-Afrika, samen met Dr. Marsh Tracy (Marshall Thompson) de dierenarts en zijn dochter Paula Tracy (Cheryl Miller) de assistente. 
Clarence de leeuw en Judy de chimpansee waren hun twee huisdieren. Judy reed vaak mee op de rug van de zachtaardige Clarence. De zachtaardigheid van de leeuw is soms hilarisch: in een aflevering van Daktari broedt Clarence zelfs een keer een nest struisvogeleieren uit.